# Geir Asheim
Geir Bjarne Asheim, född 3 oktober 1953, är en norsk nationalekonom och professor i nationalekonomi vid Institutionen för ekonomi, Universitetet i Oslo.
Asheim tog sin masterexamen vid Universitetet i Bergen år 1975 och sin doktorsexamen vid University of California, Santa Barbara år 1979. Han arbetar främst inom ekonomisk teori och publicerar i tidskrifter som Journal of Economic Theory  och Theoretical Economics. Merparten av hans forskningsresultat är teoretiskt arbete relaterat till klimatekonomi, spelteori eller nationalredovisning.
Han tillträdde som professor vid universitetet i Oslo 1994, och 'r även adjungerad professor vid Agder University College sedan 1995.
Asheim har skrivit två böcker Justifying, Characterizing and Indicating Sustainability och The Consistent Preferences Approach to Deductive Reasoning in Games, som båda publicerades av förlaget Springer Publishing . Han är även en av  redaktörerna för den vetenskapliga tidskriften Social Choice and Welfare. samt medlem i Norwegian Academy of Science and Letters sedan 2014 och European Association of Environmental and Resource Economists sedan 2020.